# Amalteja (mjesec)
Amalteja (grč. Αμάλθεια) je treći poznati satelit Jupitera. Kruži oko Jupitera na udaljenosti od 181 300 km. Dimenzije su mu 270x166x150 km, što mu daje prosječni promjer od oko 168 km. Masa ovog satelita iznosi 7.17x1018 kg. Iako peti po veličini jupiterov satelit (iza 4 galilejanska), Amaltea je 15 puta manja od najmanjeg galilejanskog satelita Europe.
Orbite Amajteje i Tebe se nalaze unutar jupiterovog Gossamer prstena, zbog čega se sumnja da bi mogli biti izvor materijala za prsten.
Amalteja je najcrveniji objekt u Sunčevu sustavu. Za crvenu boju površine se krive vulkani na satelitu Io koji izbacuju sumpor u svemir. Kao i Io, Amalteja zrači više topline nego je prima od Sunca, pretpostavlja se zbog električnih struja induciranih jupiterovim magnetskim poljem i/ili od naprezanje zbog plimnih sila.
Amalteja ima vrlo malu gustoću: 0.99 ± 0.25 g/cm³ (gustoća vode je 1 g/cm³). Vjeruje se da je Amalteja nekoliko puta razorena udarom, te da se danas sastoji od krhotina između kojih su šupljine. Ovako mala gustoća govori da su čak i pojedine krhotine manje gustoće od kameno-metalnog Ioa, prvog vanjskog susjeda Amalteje.
Prema teorij o nastanku Jupiterovog sustava koja je prevladavala prije mjerenja gustoće Amalteje, Amalteja je trebala biti gušća i od Ioa, pa su ovi rezultati prilično iznenadili znanstvenike.
Amalteju je otkrio astronom Bernard, 9. rujna. 1892. godine s opservatorija Lick.
Letjelica Galileo izvela je 5. studenog 2002. svoj posljednji zadatak prije obrušavanja na Jupiter 21. rujna 2003. - posjet Amalteji. Promjena putanje Galilea zbog gravitacije Amalteje iskorištena je za procjenu mase, a time i gustoće ovog satelita (volumen je procijenjen iz starijih fotografija).

## Vanjske poveznice
- astro.fdst.hr :: Amalteja  Arhivirana inačica izvorne stranice od 19. listopada 2006. (Wayback Machine)